# Галлант, Кристофер
Кри́стофер «Крис» Га́ллант (англ. Christopher "Chris" Gallant; род. 13 августа 1995, Шарлоттаун) — канадский кёрлингист.
В составе мужской сборной Канады участник зимней Универсиады 2015.

## Команды
| Сезон   | Четвёртый     | Третий            | Второй        | Первый            | Запасной              | Турниры             |
| ------- | ------------- | ----------------- | ------------- | ----------------- | --------------------- | ------------------- |
| 2011—12 | Крис Галлант  | Alex Matters      | Kyle Holland  | Andrew Cameron    | тренер: Питер Галлант | ЧКЮ 2012 (10 место) |
| 2011—12 | Мэтт Данстон  | Джеймс Коулман    | Дэниел Грант  | Кристофер Галлант |                       |                     |
| 2013—14 | Мэтт Данстон  | Джеймс Коулман    | Дэниел Грант  | Кристофер Галлант |                       |                     |
| 2014—15 | Мэтт Данстон  | Джеймс Коулман    | Дэниел Грант  | Кристофер Галлант |                       | ЗУ 2015 (6 место)   |
| 2015—16 | Derek Oryniak | Jordan Smith      | Крис Галлант  | Kyle Allenby      |                       |                     |
| 2016—17 | Tyler Smith   | Кристофер Галлант | Noah O'Connor | Brooks Roche      | тренер: Kevin Smith   | ЧКЮ 2017 (6 место)  |

(скипы выделены полужирным шрифтом)

## Частная жизнь
Из семьи кёрлингистов: его отец Питер Галлант — чемпион Канады среди смешанных команд (1987) и известный тренер (в последние годы тренирует женскую сборную Южной Кореи скипа Ким Ын Джон); старший брат Кристофера, Бретт Галлант — чемпион Канады 2017 и мира 2017.